# پیرگیاه الگانس
پیرگیاه الگانس (نام علمی: Senecio elegans) نام یک گونه از سرده پیرگیاه است.